# Jake Cherry
Jake Cherry (ur. 15 września 1996) – amerykański aktor dziecięcy. Najbardziej znany z filmu Noc w muzeum, gdzie wcielił się w postać Nicka Daleya, czy z serialu Gotowe na wszystko, w którym zagrał syna Edie Britt (w tej roli Nicollette Sheridan) – Traversa McLaina. Jego debiutem filmowym była rola u boku Jennifer Aniston w filmie Przyjaciele z kasą. Pojawił się również w krótkiej serii Head Cases wyprodukowanej przez telewizję Fox. Ma starszego brata Andrew Cherry’ego, który także jest aktorem. Nie jest spokrewniony ze scenarzystą o imieniu Marc Cherry.

## Filmografia
- 2012: Tranzyt (Transit) jako Kenny
- 2010: Uczeń czarnoksiężnika (The Sorcerer’s Apprentice) jako Young Dave Stutler
- 2009: Nowszy model (Rebound, The) jako Frank Jr
- 2009: Noc w muzeum 2 (Night at the Museum: Battle of the Smithsonian) jako Nick Daley
- 2008: Pretty Handsome jako Oliver
- 2007: Gotowe na wszystko (Desperate Housewives) jako Travers McLain
- 2006: Noc w muzeum (Night at the Museum) jako Nick Daley
- 2006: Przyjaciele z kasą (Friends with Money) jako Wyatt
- 2006: Kości (Bones) jako Donovan Decker
- 2005: Head Cases jako Ryan
- 2005: Boondocks, The Tantruming Kid (głos)
- 2004: Droga po marzenia (Miracle Run) jako młody Stephen
- 2004: Kat Plus One jako A.J.
- 2004: Dr House (House, M.D.) jako Zach
- 2004: Brygada ratunkowa (Third Watch) jako Sean
- 2003: Śladem Blue (Blue's Clues) jako Jack